# 819-й отдельный разведывательный артиллерийский дивизион
819-й отдельный разведывательный артиллерийский Краснознамённый дивизион Резерва Главного Командования — воинское формирование Вооружённых Сил СССР, принимавшее участие в Великой Отечественной войне.
Сокращённое наименование — 819-й орадн РГК.

## История
Сформирован на основании Постановления ГКО СССР №1525/cc от 2 апреля 1942г. на базе школы АИР ЗакВО  г. Гурджаани Грузинской ССР                                                                                                                            В действующей армии с 02.04.1942 по 06.06.1944.
В первый бой 819 орадн, в составе 12 ад, вступил на Брянском фронте 26 января 1943 года в ходе Воронежско- Касторненской операции.
В ходе Великой Отечественной войны вёл артиллерийскую разведку в интересах артиллерийских частей 12 ад,  соединений и объединений  Брянского,Центрального, Белорусского и 1-го Белорусского  фронтов.
6 июня 1944 года в соответствии с приказом НКО СССР от 16 мая 1944 года №0019 «Об усилении армий артиллерийскими средствами контрбатарейной борьбы», директивы заместителя начальника Генерального штаба РККА от 22 мая 1944 г. №ОРГ-2/476 819-й оарадн обращён на формирование 147-й пабр 65-й армии.

## Состав
до декабря 1942 года
- Штаб
- Хозяйственная часть
- батарея звуковой разведки (БЗР)
- батарея топогеодезической разведки (БТР)
- батарея оптической разведки (БОР)
- фотограмметрический взвод (ФГВ)
- артиллерийский метеорологический взвод (АМВ)
- хозяйственный взвод

с декабря 1942 года
- Штаб
- Хозяйственная часть
- 1-я батарея звуковой разведки (1-я БЗР)
- 2-я батарея звуковой разведки (2-я БЗР)
- батарея топогеодезической разведки (БТР)
- батарея оптической разведки (БОР)
- фотограмметрический взвод (ФГВ)
- хозяйственный взвод

с октября 1943 года штат 08/555
- Штаб
- Хозяйственная часть
- 1-я батарея звуковой разведки (1-я БЗР)
- 2-я батарея звуковой разведки (2-я БЗР)
- батарея топогеодезической разведки (БТР)
- взвод оптической разведки (ВЗОР)
- фотограмметрический взвод (ФГВ)
- хозяйственный взвод

## Подчинение
| Дата                 | Фронт                 | Армия                            | Корпус  | Дивизия | Бригада | Примечания |
| -------------------- | --------------------- | -------------------------------- | ------- | ------- | ------- | ---------- |
| 02.04.42 -04.11.42г. | Закавказский фронт    | -                                | -       | -       | -       | -          |
| 18.11.42 -1.03.43г   | Брянский фронт        | 13-я армия 48-я армия            | -       | 12 ад   | -       | -          |
| 1.4.43-17.05 43г.    | Центральный фронт     | 48-я армия                       | -       | 12 ад   | -       | -          |
| 17.05.43-9.10.43г    | Центральный фронт     | 13-я армия 70-я армия 65-я армия | 4-й акп | 12 адп  | -       | -          |
| 9.10.43-24.02.44г    | Белорусский фронт     | 65-я армия                       | -       | -       | -       | -          |
| 24.2.44-6.06.44г     | 1-й Белорусский фронт | 65-я армия                       | -       | -       | -       | -          |

## Командование дивизиона
Командир дивизиона
- майор Полетаев
- майор, подполковник Иваненков Иван Васильевич

Начальник штаба дивизиона
- ст. лейтенант Шушаков Даниил Николаевич
- капитан Скориков Фёдор Семёнович

Заместитель командира дивизиона по политической части
- майор Мартынов Фёдор Иванович

Помощник начальника штаба дивизиона
- ст. лейтенант Падерин Василий Александрович

Помощник командира дивизиона по снабжению

## Командиры подразделений дивизиона
Командир БЗР(до декабря 1942 года)
Командир БОР(до октября 1943 года)
Командир 1-й БЗР
- ст. лейтенант Косогов Василий Алексеевич

Командир 2-й БЗР
- ст. лейтенант Иванов Константин Исаевич

Командир БТР
- ст. лейтенант Царовский Израиль Давыдович
- ст. лейтенант Максимов Тимофей Михайлович

Командир ВЗОР
- лейтенант Мосунов Сергей Никифорович

Командир ФГВ

## Награды и почётные наименования
| Награды и наименования | дата          | за что получена |
| ---------------------- | ------------- | --- |
| Орден Красного Знамени | 19.04.1944 г. | награждён указом Президиума Верховного Совета СССР за образцовое выполнение боевых заданий командования на фронте борьбы с немецкими захватчиками и проявленные при этом мужество и доблесть. |